# Zenodor (tetrarca)
Zenodor (grec antic: Ζηνόδωρος, llatí: Zenodorus; segle i aC - segle i dC) fou tetrarca de Traconítida i Iturea. Sembla que era una mena de cap de bandits i vers el 33 aC va adquirir la Iturea, Traconitis i Abilene potser per compra en ser executat Lisànies I per ordre de Cleòpatra. Va fer algunes incursions a territoris veïns i per aquesta causa August el va privar de la major part del seu territori que va donar a Herodes el Gran (24 aC). L'any 20 aC August va anar a Síria i Zenodor va anar davant l'emperador per implorar la restitució dels territoris, però va morir a Antioquia sobtadament al mateix any i August llavors va donar els territoris que li quedaven a Herodes.